# Freudenstadt Hauptbahnhof
Freudenstadt Hauptbahnhof vasútállomás Németországban, Freudenstadt városában.

## Vasútvonalak
Az állomást az alábbi vasútvonalak érintik:
- Eutingen im Gäu–Freudenstadt-vasútvonal
- Murg Valley Railway

## Kapcsolódó állomások
A vasútállomáshoz az alábbi állomások vannak a legközelebb:
- Loßburg-Rodt station (Schiltach station, Eutingen im Gäu–Freudenstadt-vasútvonal)
- Freudenstadt Industriegebiet (Karlsruhe Tullastraße/Alter Schlachthof, S 8)
- Grüntal-Wittlensweiler (Bondorf (b Herrenberg), S 8)
- Grüntal-Wittlensweiler (Eutingen im Gäu, Eutingen im Gäu–Freudenstadt-vasútvonal)
- Freudenstadt Industriegebiet (Rastatt, Murg Valley Railway)